# Mansfield (Illinois)
Pour les articles homonymes, voir Mansfield.
Mansfield est un village situé au nord-est du comté de Piatt dans l'Illinois, aux États-Unis,. Il est incorporé le 9 mai 1876.

## Démographie
Lors du recensement de 2010, le village comptait une population de 906 habitants. Elle est estimée, en 2016, à 876 habitants.

### Source de la traduction
- (en) Cet article est partiellement ou en totalité issu de l’article de Wikipédia en anglais intitulé « Mansfield, Illinois » (voir la liste des auteurs).